# Боб Баклі
Роберт (Боб) Баклі (англ. Robert (Bob) Buckley); нар. Брайтон) — канадський композитор, аранжувальник, виконавець, продюсер, художник запису та диригент.

## Життєпис
Роберт Баклі народився у Брайтоні, Англія.
Роберт Баклі одружений з хореографом і шоу-дизайнером Марліз Маккормак. Разом вони створюють сценічні шоу, поєднуючи музику, танець, циркове мистецтво, магію та розповідання історій. Працюючи з таким компаніями, як Cirque du Soleil, Microsoft і Wattsmedia, вони створили декілька церемоній відкриття та великомасштабних подій у Канаді, США й Європі.

## Нагороди
| Рік  | Премія                      | Номінація                                                   | Твір                                   | Результат |
| ---- | --------------------------- | ----------------------------------------------------------- | -------------------------------------- | --------- |
| 1983 | Джуно                       | Композитор року                                             | Letting Go — Straight Lines            | Номінація |
| 2008 | Лео                         | Best Musical Score — Animation Program or Series            | Яструби бурі — «Storm Warning»         | Номінація |
| 2008 | Джеміні                     | Best Original Music Score for an Animated Program or Series | Яструби бурі — «Storm Warning»         | Номінація |
| 2009 | Лео                         | Best Musical Score — Animation Program or Series            | Яструби бурі — «The Storm Hawks Seven» | Перемога  |
| 2010 | Gold Record                 |                                                             | Зимові Олімпійські ігри 2010           | Перемога  |
| 2019 | Зала слави BC Entertainment |                                                             | Музика                                 | Перемога  |